# Urspelt
Urspelt (franska) (luxemburgiska: Ischpelt lyssna (fil), tyska: Urspelt) är en ort i kantonen Clervaux i norra Luxemburg. Den ligger i kommunen Clervaux, cirka 52 kilometer norr om staden Luxemburg. Orten har 166 invånare (2022).